# Claus Hempel
Claus August Carl Hempel (* 16. März 1883 in Köslin; † 8. Februar 1952 in Bielefeld) war ein Offizier in der Luftwaffe der Wehrmacht, zuletzt Generalmajor, und Expeditionsteilnehmer.

## Leben
Claus Hempel besuchte bis September 1889 die Volksschule Köslin, kam dann nach Berlin. Hier besuchte er bis Mitte 1893 eine Höhere Knabenschule, anschließend bis Juni 1899 das Friedrichs-Gymnasium, um bis April 1900 erneut an einer Höheren Knabenschule unterrichtet zu werden. Von April 1901 bis Juni 1901 war er an einer militärischen Vorbereitungsanstalt und erreichte zum 19. Juni 1901 die Primareife.
Im gleichen Jahr trat er in das kaiserliche Heer ein und bestand am 9. September 1901 die Fähnrich-Prüfung. Am 31. Dezember 1902 folgte die erfolgreiche Offiziersprüfung in Danzig. Während des Ersten Weltkriegs diente Hempel bei der Fliegertruppe. Als Oberleutnant hatte er im Infanterie-Regiment 170 am 24. Juni 1913 für den Eindecker Bristol auf dem Flugplatz Halberstadt das Flugführerzeugnis erhalten. Von September 1914 bis September 1917 war er in Frankreich und Belgien eingesetzt, wobei er von Mai bis Juli 1915 in Österreich war. Am 8. November 1914 wurde er zum Hauptmann befördert. Von September 1917 bis Oktober 1919 war er in britischer Kriegsgefangenschaft.
Nach dem Krieg wurde er in die Reichswehr übernommen und war 1923/24 Chef der 11. Kompanie des 1. Infanterie-Regiments. Am 31. Januar 1925 wurde er mit dem Charakter als Major ausgezeichnet.
Im gleichen Jahr schied er aus dem Heer aus und war ab 17. Februar 1925 als leitender Angestellter bei Junkers Luftverkehr. Ab 1. November 1926 war er bei der Luft Hansa angestellt.
Ab 29. Januar 1927 gehörte er zu einem Expeditionsteam. Als Flugsachverständiger und für meteorologische und kartografische Aufgaben eingesetzt, nahm er an einer von der Luft Hansa und der Reichsregierung finanzierten Gruppe deutscher Piloten teil. Diese waren Teil der Chinesisch-Schwedischen Expedition in Xinjiang, die in den Jahren 1927 bis 1935 von Sven Hedin durchgeführt wurde. Hempel blieb bis 31. März 1929. Von Hedin war er während der Expedition für das Sammellager in Paotou und später in Urumchi (bis November 1928) als sein Stabschef (Vertreter) eingesetzt worden.
Anfang 1931 war er ohne Anstellung. Vom 13. März 1931 bis 30. September 1933 hatte er eine Anstellung beim II./Infanterie-Regiment 1 in Insterburg.
Zum 1. Oktober 1933 wurde er vom Heer in die Luftwaffe transferiert und kam vom 1. Juni 1934 bis 14. Juni 1934 zur Ausbildung in das Reichsluftfahrtministerium. Als Leiter des Luftamtes Stettin wurde er am 15. Juni 1934 mit dem Charakter als Oberstleutnant ausgezeichnet. Zum 1. September 1934 wurde er mit dem Rang eines Majors zum E-Offizier der Luftwaffe mit RDA zum 1. Januar 1933, wobei seine reguläre Beförderung zum Oberstleutnant am 1. April 1935 erfolgte. Ab 1. Februar 1936 diente er als Leiter des Luftamtes Magdeburg und wurde Mitte Juni 1936 in den Stab der Wehr-Ersatz-Inspektion Münster kommandiert. Am 1. Februar 1939 wurde er reaktiviert und zum Oberst ernannt. Mitte August 1939 wurde er kurzzeitig von der Wehr-Ersatz-Inspektion Münster zum Wehrbezirkskommando Bielefeld kommandiert. Ab 1. Mai 1942 war er Kommandant des Wehrbezirks Gelsenkirchen und wurde am 1. Februar 1943 Generalmajor. Am 31. Oktober 1943 wurde er aus der Luftwaffe verabschiedet.
Vom 1. November 1943 bis 15. Januar 1944 war er ohne Anstellung. Anschließend war er bis 30. April 1945 stellvertretender Betriebsführer des Zweigwerks Lage bei Focke-Wulf und war hier für die Abwehr und den Werkschutz verantwortlich.
Nach dem Krieg wurde er erfolgreich entnazifiziert, verdingte sich als Hilfsarbeiter und kam 1952 bei einem Unfall in Bielefeld ums Leben.